# Prick Up Your Ears (Padre de familia)
Prick Up Your Ears (titulado Ábrete de orejas en España y Por las orejas en Hispanoamérica) es el sexto episodio de la quinta temporada de la serie Padre de familia emitido el 19 de noviembre de 2006 a través de FOX. La trama sigue a Lois, quien tras enterarse de que en el instituto de Chris y Meg no dan clases de educación sexual debido a los recortes, se ofrece para dar las clases, pero su sinceridad a la hora de explicar las ventajas del sexo seguro le cuesta su cargo siendo sustituida por un reverendo que les anima a ser abstinentes. Por otro lado, a Stewie se le cae el primer diente y trata de matar al Hada de los Dientes después de que Chris y Brian asusten al lactante con una historia de terror.
El episodio está escrito por Cherry Chevapravatdumrong y dirigido por James Purdum. En cuanto a las críticas, recibió críticas dispares tanto por el argumento como por las referencias culturales. Según la cuota de pantalla Nielsen, el capítulo fue visto por 9,3 millones de televidentes.

## Argumento
Tras pillar a Chris y a sus amigos viendo una película porno y expulsar a estos de casa además de pedirle explicaciones a su hijo, empieza a pensar que este necesita una formación pedagógica sobre el tema y se ofrece a trabajar como profesora de educación sexual en el instituto, pero cuando empieza su primer día hablando del uso del preservativo para mantener relaciones sexuales sin correr riesgos Peter irrumpe en la clase con la idea de compartir sus conocimientos con los alumnos de manera gráfica fastidiándole la jornada. Al cabo de pocos días, Lois vuelve al centro educativo donde se encuentra con un grupo de padres contrarios a las clases por lo que el director decide despedirla para su sorpresa cuando le explica que el motivo del cese es por hablar a los jóvenes sobre preservativos en lugar del mal comportamiento de su marido el otro día. En consecuencia, el AMPA le veta la entrada al instituto y es sustituida por un reverendo que anima a los estudiantes a guardar abstinencia hasta que se casen mientras les comenta teorías falsas sobre el coito, al mismo tiempo, Meg conoce a Doug con el que inicia una relación amorosa, pero al sentir "necesidades" buscan la manera de satisfacerse sin mantenerse "impuros".
Enseguida empieza a extenderse una nueva moda sexual que consiste en el "sexo auricular" (i.e penetración sexual por las orejas como alternativa al Coito vaginal y anal), como ejemplo, Meg le muestra a su padre un folleto propagandistico con el que queda horrorizado al leer las falsedades del libreto. A partir de ese momento empieza a rechazar las insinuaciones de Lois, la cual frustrada y enterada del folleto de Meg, va a su habitación para hablar seriamente del tema, pero se queda horrorizada al verla con su novio manteniendo relaciones sexuales por la oreja. Sin embargo, Meg insiste en llevar adelante la relación a pesar de los intentos de Lois por hacerla entrar en razón.
Finalmente Lois consigue que Peter deje la "tontería" de la abstinencia por una noche y accede a mantener relaciones, pero cuando intenta penetrarla por la oreja, se enfada y le obliga a mantener relaciones normales por la fuerza cambiando así de opinión. Tras desahogarse, Lois busca la manera de convencer a los alumnos del error que están cometiendo al creer en la persona equivocada, por lo que al día siguiente consigue colarse con la ayuda de Peter en la sala de actos donde el reverendo sigue con los desvaríos hasta que Lois le interrumpe al mismo tiempo que le arrebata el micro para explicarles que en vez de seguir los consejos de "ese profesor" deberían volver al sexo seguro y esperar a estar enamorados antes de dar el próximo paso. Al final, Meg reconoce que su madre tenía razón y sugiere a Doug practicar el coito normal, pero rompe con ella al verla desnuda mientras esta le culpa de la ruptura.
Por otra parte, Stewie pierde un diente de leche y tanto Brian como Chris le cuentan como cuando a un niño se le cae el diente, viene el Hada de los Dientes para dejarle un dólar bajo su almohada. Sin embargo, Stewie malinterpreta la fábula del hada y se aterroriza al pensar que puede estar en peligro por lo que decide preparar un plan para matarla.
Tras varios intentos infructuosos, Stewie descubre que Jillian, la novia de Brian padece bulimia y en consecuencia se le pudre los dientes cuando fuerza sus vómitos, por lo que consigue engatusarla para conseguir uno.
Consciente por la obsesión de Stewie, Brian le confiesa que el Hada de los Dientes es tan solo una historia infantil y que no existe, por lo que decide devolverle el diente a Jillian, sin embargo los dos se sorprenden al ver que la pieza ha desaparecido y ven la ventana abierta como si alguien hubiera acabado de salir. Cuando se preguntan cómo ha podido pasar, la escena cambia a un hombre llamado T. Fairy (H. de los Dientes) que siente el impulso de robar un diente para después dejarlo en un montón grande y acostarse sobre él.

## Producción y censura
Varias escenas del episodio fueron retiradas al ser consideradas inapropiadas para emitirlo por televisión. En una de esas escenas aparecían Stewie, Chris y sus amigos viendo una película X titulada "Hospital Genital" (título/parodia de Hospital General). En la susodicha escena aparecía el médico bajándose la cremallera del pantalón, no obstante, el sonido si se pudo oír mientras veían la película. Otra escena modificada fue en la que Peter aparecía junto a la cabeza de Lois con intención de penetrarla por la oreja, este corte fue incluido en las reposiciones de Adult Swim y la edición DVD, no siendo así en la FOX donde se recortó la susodicha secuencia, aunque sí se oían los gemidos de la pareja hasta que Lois empezó a sentir algo en la oreja con la diferencia de que al encender la luz, aparecía Peter en el suelo tras un forcejeo con su pareja. En la secuencia del "juego de disfraces" en el que Lois iba disfrazada de Grimace (uno de los personajes de la cadena de comida rápida: McDonalds), Peter se refiere al personaje como el "amigo especial" mientras que en la edición DVD le nombra como el "amigo retrasado". La secuencia que precede a la anterior, Brian le pregunta a Lois por qué la mermelada tiene un sabor extraño, Peter afirma haber metido el pene en ella en la versión televisada mientras que en la edición sin cortes menciona que metió su escroto dentro. El flashback en el que el actor Mel Gibson se disculpa ante la comunidad judía por sus polémicas declaraciones fue añadido tras terminar el borrador y fue incluido antes de la transmisión de la serie. Otro cambio fue la escena en la que Peter declaraba que se iba a volver abstinente, sin embargo el flashback de la conductora asiática fue eliminada por considerarse un estereotipo racista. En la animática del storyboard Stewie entra en la casa del viejo Herbert y observa un póster de la modelo Farrah Fawcett con una foto de Chris tapando su cara, pero no fue incluida en la animación final. En un principio, el episodio iba a acabar con Peter y Lois tirando a Brian por la ventana, pero fue sustituida por una única aparición de Cleveland.
Aparte del reparto habitual de la serie, el episodio cuenta con la participación de los actores Drew Barrymore, Mindy Cohn, Gary Cole, Taylor Cole, Lauren Conrad, David Cross, Margaret Easley, Lauren Hooser, Kim Parks, Kevin Michael Richardson, André Sogliuzzo y Crawford Wilson.